# Paul Carrack
Paul Melvyn Carrack (* 22. dubna 1951 Sheffield, South Yorkshire, Anglie) je britský klávesista, zpěvák a skladatel. Profesionálně se hudbě věnuje od 60. let 20. století. Byl členem několika kapel včetně Ace, Squeeze, Mike + The Mechanics a Roxy Music. Jako studiový hráč spolupracoval s mnoha dalšími hudebníky (The Smiths, The Pretenders, Elton John, Roger Waters, B. B. King či Ringo Starr). Od roku 1980 vydává též sólová alba.

## Sólová diskografie
- Nightbird (1980)
- Suburban Voodoo (1982)
- One Good Reason (1987)
- Groove Approved (1989)
- Blue Views (1996)
- Beautiful World (1997)
- Satisfy My Soul (2000)
- Groovin' (2001)
- It Ain't Over (2003)
- Winter Wonderland (2005)
- Old, New, Borrowed and Blue (2007)
- I Know That Name (2008)
- A Different Hat (2010, s The Royal Philharmonic Orchestra)
- Good Feeling (2012)
- Rain or Shine (2013)
- Soul Shadows (2016)
- These Days (2018)
- One on One (2021)